# Лешек Колаковски
Лѐшек Колако̀вски (на полски: Leszek Kołakowski) е полски философ и историк на философията. Дългогодишен преподавател във Варшавския (1953 – 1968 г.), и в Оксфордския университет (1970 – 1995 г.). Определян като един от най-големите интелектуални критици на марксизма.
През 1997 г. е отличен с най-високото полско държавно отличие – орденът на Белия орел.

## Биография
Роден е на 23 октомври 1927 г. в Радом, в семейството на Йежи Юлиан Колаковски. През 1945 г. става член на Полската работническа партия. В 1950 г. получава магистърска степен по философия от Лодзкия университет, а три години по-късно защитава докторантура във Варшавския университет.
Първоначално е традиционен марксист, но приносът му за появата на марксисткия хуманизъм през 1950-те и 1960-те е значителен. Колаковски е тясно свързан с движението за свобода, което довежда до полското лято от 1956 г. През 1966 г. е изключен от Полската обединена работническа партия (ПОРП), а през 1968 г. е уволнен от Варшавския университет, където преподава в Катедра „История на философията".
През 1970 г. Колаковски напуска Полша и намира убежище във Великобритания, където продължава преподавателската си дейност в Оксфордския университет. Също така чете лекция като гост-професор в Йейлския, в Чикагския, в Монреалския, в Калифорнийския, в университета Ню Хейвън.
Умира на 17 юли 2009 г. в Оксфорд.
На български език са издадени книгите му „Религията или ако няма бог...“, „Метафизичният ужас“ и „Основни направления на марксизма“ (2006).

### На български
- Политиката и дяволът. София: Панорама, 1994, 352 с.
- Метафизичния ужас. Превод от английски Милена Милева. София, Перо, 1996, 136 с. (ISBN 954-448-028-5)[10]
- Религията, или Ако няма Бог.... Превод от полски Катя Митова. София: Перо, 1996, 232 с. (ISBN 954-448-029-3)[11]
- Основни направления на марксизма. Превод от полски Правда Спасова. София: Сонм, 2006, 518 с. (ISBN 954847879Х)
- Моите правилни възгледи за всичко. Превод от полски Правда Спасова. София: Сонм, 2013, 428 с. (ISBN 9789548523387)[12]
- Какво ни питат великите философи. Превод от полски Правда Спасова. София. Сонм, 2024, 214 с. (ISBN 978-619-7500-55-4)

## Награди
- Награда „Юржиковски“ (1969)
- „Награда за мир на немските книгоразпространители“ (1977 г.)[13]
- „Европейска награда за есеистика Шарл Вейон“ (1980) (за цялостно творчество)
- Награда „Еразъм“ – за изключителни заслуги към културата, обществото и социалните науки (1983 г.)[14]
- Маккартърова стипендия (1983 г.)[15]
- Джеферсънова лекция пред Националния хуманитарен фонд (1986 г.)
- Награда на Полския ПЕН клуб (1988)
- Награда „Гордън Леинг“ на издателството на Чикагския университет (1991)
- Награда „Токвил“ (1994)
- Орден на Белия орел (1998)
- Награда „Клуге“ на Конгресната библиотека (2004 г.),[16] първи носител на наградата
- Медал „Св. Георги“ (2006)
- Награда на Йерусалим (2007)
- Медал за служба на демокрацията (2009)